# Tomás Bolena
Tomás Bolena (en inglés: Thomas Boleyn) (c. 1477-12 de marzo de 1539), I conde de Wiltshire y I conde de Ormonde, fue un diplomático y noble inglés de la época Tudor. Esposo de Isabel Howard y padre de María Bolena, Jorge Bolena y Ana Bolena.

## Biografía
Mediante influencias familiares, se desempeñó como diplomático de la corte de Enrique VIII, llegando a ser uno de los principales funcionarios, desempeñando de 1512 a 1529 importantes misiones para la Corona.
Considerado por muchos un advenedizo en la corte de Enrique VIII, cuyo ascenso se debió no sólo a su matrimonio con un miembro de la noble familia Howard, sino también a que su hija María Bolena se convirtiera, alrededor de 1524-1525, en amante del rey.
Recibió los títulos nobiliarios de caballero de la Orden de la Jarretera (1523), vizconde de Rochford (1525), conde de Ormonde (1527) y conde de Wiltshire (1529).
Fue designado Lord of the Privy Seal (Lord del Sello Privado) de 1530 a 1536. 
Su hija Ana Bolena, ascendió al título de reina consorte por su matrimonio con Enrique VIII en 1533. 
Tampoco intervino aceptando la sentencia de muerte de sus dos hijos Ana Bolena y Jorge Bolena, tras el juicio por incesto llevado en contra de ellos.
Esto afectó su condición de Lord del Sello Privado, cargo en el que fue reemplazado por Thomas Cromwell, muriendo en deshonra en 1539.

## En el cine
| Año  | Película            | Director        | Actor           |
| ---- | ------------------- | --------------- | --------------- |
| 1969 | Ana de los mil días | Charles Jarrott | Michael Hordern |
| 2007 | Los Tudor (TV)      | Michael Hirts   | Nick Dunning    |
| 2008 | Las Hermanas Bolena | Justin Chadwick | Mark Rylance    |

- Datos: Q312398
- Multimedia: Thomas Boleyn, 1st Earl of Wiltshire / Q312398